# Давид ди Донателло 1987
32-я церемония вручения наград премии «Давид ди Донателло» состоялась 29 апреля 1987 года в Капитолии.

## Победители и номинанты

### Лучший фильм
- Семья, режиссёр Этторе Скола
- Рождественский подарок, режиссёр Пупи Авати
- История любви, режиссёр Франческо Мазелли

### Лучшая режиссура
- Этторе Скола — Семья
- Пупи Авати — Рождественский подарок
- Франческо Мазелли — История любви

### Лучший дебют в режиссуре
- Джорджо Тревес — Хвост дьявола
- Антониетта де Лилло и Джорджо Мальюло — Una casa in bilico
- Джузеппе Торнаторе — Каморрист

### Лучший сценарий
- Руджеро Маккари, Фурио Скарпелли и Этторе Скола — Семья
- Пупи Авати и Джованни Бруззи — Рождественский подарок
- Франческо Мазелли — История любви

### Лучший продюсер
- Франко Кристальди и Бернд Айхингер — Имя розы
- Антонио Авати — Рождественский подарок
- Франко Коммиттери — Семья

### Лучшая женская роль
- Лив Ульман — Прощай Москва
- Валерия Голино — История любви
- Стефания Сандрелли — Семья

### Лучшая мужская роль
- Витторио Гассман — Семья
- Диего Абатантуоно — Рождественский подарок
- Джан Мария Волонте — Дело Моро

### Лучшая женская роль второго плана
- Лина Састри — Расследование
- Валентина Кортезе — Via Montenapoleone
- Стефания Сандрелли — Невеста была прекрасна

### Лучшая мужская роль второго плана
- Лео Гульотта — Каморрист
- Хустино Диас — Отелло
- Жижи Редер — Супер Фантоцци
- Маттиа Сбраджа — Дело Моро

### Лучшая операторская работа
- Тонино Делли Колли — Имя розы
- Рикардо Аронович — Семья
- Франко Ди Джакомо — Расследование

### Лучшая песня
- Рождественский подарок, Риц Ортолани

### Лучшая художественная постановка
- Данте Ферретти — Имя розы
- Марио Кьяри — Via Montenapoleone
- Лучиано Риччери — Семья

### Лучший костюм
- Габриэлла Пескуччи — Имя розы
- Анна Анни и Маурицио Милленотти — Отелло
- Габриэлла Пескуччи — Семья

### Лучший монтаж
- Франческо Мальвестито — Семья
- Амедео Сальфа — Рождественский подарок
- Яне Зайц — Имя розы

### Лучший иностранный режиссёр
- Джеймс Айвори — Комната с видом

### Лучший сценарий иностранного фильма
- Вуди Аллен — Ханна и её сёстры

### Лучший иностранный продюсер
- Фернандо Гиа и Дэвид Паттнэм — Миссия

### Лучшая иностранная актриса
- Норма Алеандро — Официальная версия

### Лучший иностранный актёр
- Декстер Гордон — Полночный джаз

### Лучший иностранный фильм
- Комната с видом, режиссёр Джеймс Айвори

### Premio Alitalia
- Анна Мария Клементелли
- Сильвио Клементелли
- Дамиано Дамиани
- Фульвио Лучизано

### Давид Лучино Висконти
- Ален Рене

### David René Clair
- Жан-Жак Анно